# Карпиловка (Киевская область)
Карпиловка (укр. Карпилівка) — село, входит в Иванковский район Киевской области Украины.

## Расположение
Село расположено на территории Иванковского района Киевской области. Его территория подчинена Песковской сельском совете.

## История
21 августа 1624 года киевские мещане напали на земли возле Карпиловки Иркова Ставку, которая принадлежала отцу Циприану Жеребилю Лабунскому и монахам Кирилловского монастыря.
В июне 1691 года казаки полковника Василия Искрицкой, что расположились в Чернобыле, напали на Карпиловского арендатора Киву и ограбили его.
В 1713 году в селе впервые появились гайдамаки. Эдвард Руликовский утверждает, что полковник Колиивщины Иван Бондаренко был четвертован 8 августа 1768 года в селе Карпиловка по приговору суда пункты овручского.

## Населения
Население по переписи 2001 года составляло 77 человек.
Население по данным 2022 года составляло 70 человек.

## Общая свидения
Почтовый индекс — 07204. Телефонный код — 4591. Занимает площадь 0,6 км². Код КОАТУУ — 3222083603.

## Местный совет
07213, Київська обл., Іванківський р-н, с. Піски